# ジミー・アイナー
ジミー・アイナー（Jimmy  Ienner、([ˈaɪnər] EYE-nər)、1945年ころ - ）は、アメリカ合衆国の音楽プロデューサーで、特にベイ・シティ・ローラーズ、ラズベリーズ、スリー・ドッグ・ナイトなどのアーティストを手掛けたことで知られる。

## 経歴
アイナーは、コネチカット州スタンフォードのスタンフォード高等学校に学び、1963年に卒業した。スタンフォードのコウヴ (Cove) 地区で育った彼は、高校の頃からザ・バロンズ (the Barons) というバンドを組み、歌っていた。彼らは、エピック・レコードと契約して、「Pledge of a Fool」というシングルをリリースした。
アイナーは、きょうだいであるドン・アイナーとともに、C.A.M. U.S.A. という音楽出版社を起こし1972年から1977年まで活動していた。C.A.M. U.S.A. は、音楽出版とともにマネジメントや制作も手掛けており、スリー・ドッグ・ナイトやグランド・ファンク・レイルロード、ブラッド・スウェット・アンド・ティアーズ、エア・サプライ、ラズベリーズ、エリック・カルメンなどが所属していた。アイナーが関わったレコードには、彼の名前の横に、大きく微笑むような唇をあしらった特徴のあるロゴが添えられていた。
ジミー・アイナーは、プロデューサーであるとともに、アドバイザー、出版事業者、コンサルタントでもあった。彼は、1987年の映画『ダーティ・ダンシング』の音楽制作面におけるキーパーソンであり、ボブ・フェルデン (Bob Feiden) とともにサウンドトラックのエクゼキュティヴ・プロデューサーを務めた。この映画は、脚本を書き、プロデュースにも参加したエレノア・バーグスタインの私物のコレクションから選ばれたオールディーズの楽曲に合わせて撮影された。アイナーは、彼女のコレクションにあった楽曲の権利を取得し、その他のアーティストたちを選び、さらに主演のパトリック・スウェイジに「シーズ・ライク・ザ・ウィンド (She's Like the Wind)」を歌わせた。この曲はスウェイジが数年前にステイシー・ウィデリッツとともに書いたもので、元々はジェイミー・リー・カーティスとC・トーマス・ハウエルが主演した1984年の映画『グランドビューU.S.A. (Grandview, U.S.A.)』のために用意されたものだった。アイナーは、サウンドトラック・アルバム『ダーティ・ダンシング (Dirty Dancing)』のエグゼキュティヴ・プロデューサーでもあった。映画の人気は製作者側を驚かせるほどのものとなり、シングルがまだ1枚も出ていない段階から、アルバムには100万枚もの注文が殺到した。このアルバムは、アルバムのセールス・チャートであるBillboard 200 で18週間にわたって首位を守り、プラチナ・アルバムを11回獲得し、世界中で3900万枚以上を売り上げた。1988年2月には、『More Dirty Dancing』と題された続編アルバムも生み出し、こちらも世界中で3200万枚が売れた。
アイナーは、通算85枚のゴールド・ディスクとプラチナ・ディスク、いくつものグラミー、2つのオスカーを受賞しており、オスカーのひとつは『ダーティ・ダンシング』のサウンドトラックに対するで、このアルバムは史上最もよく売れたアルバムのひとつとなっている。アイナーは他にも、映画『再会の時 (The Big Chill)』や『ハード・プレイ (White Men Can’t Jump)』、『天使にラブ・ソングを… (Sister Act)』のサウンドトラック・アルバムを手掛けた。
アイナーは、1998年に、母校スタンフォード高等学校の栄誉の壁 (the Stamford High School Wall of Fame) に入った。彼には、息子ジミー・アイナー・ジュニア (Jimmy Ienner Jr.) がいる。

## 参考
- Dirty Dancing, The E! True Hollywood Story 初放映は2000年9月3日
- Don Ienner named Chairman and CEO of Sony Music Label Group U.S.